# Civilization II
Sid Meier's Civilization II (abreviado Civilization II o Civ2) es un videojuego de estrategia por turnos, lanzado el 5 de mayo de 1998 en España para Microsoft Windows, y posteriormente portado a PlayStation y Mac OS. Es la segunda entrega de la serie Civilization. En 2002, Atari relanzó el juego para los nuevos sistemas operativos, como Windows Me o Windows XP.

## Sistema de juego
Este juego llegó de la mano de Sid Meier a la consola PlayStation y a los PC con una idea nueva de entre todos los juegos de estrategia: empezar una civilización desde una tribu nómada y llevarla a lo más alto posible en tecnología, poder y dinero. Un juego bastante largo donde se debe hacer investigación científica, defensa de ciudades, planeado de ataques hasta a seis civilizaciones más, treguas, tratados de paz y alianzas. Está diseñado para ser ejecutado en una ventana de Windows y con una interfaz con mejores gráficos que la versión anterior. Trajo grandes cambios en tropas y conceptos.
Introdujo el concepto de fuerza de ataque (hitpower). Mientras que para Civilization, los cálculos cuando se producía una batalla tenían en cuenta solamente el valor de ataque de cada tropa (en un cálculo probabilístico), en Civilization II, hay un valor adicional que permite evitar que un cálculo de un combate dé un resultado imposible en la vida real. Por ejemplo, era posible que una falange (unidad defensiva de nivel 2) venciera a un tanque que la atacara por simple probabilidad. En Civilization II, la fuerza de ataque de la segunda hacía esto imposible. 
Existían numerosos tipos de unidades, como helicópteros, cazas, paracaidistas, marines (que atacan directamente desde un barco sin necesidad de desembarcar en tierra), infantería mecanizada, obuses, camiones de carga, misiles, submarinos (con capacidad para cargar misiles), espías, elefantes de guerra, cruceros AEGIS, etc.

## El Jugador que jugó una partida del juego por más de 10 años
En junio de 2012, el usuario de Reddit "Lycerius" publicó detalles de su juego Civilization II, que duró una década y que desde entonces se ha bautizado como "The Eternal War". La historia viral se extendió a muchos blogs y sitios de noticias. El juego imitaba fielmente las condiciones sociales de la novela distópica 1984 de George Orwell, con tres superpotencias enzarzadas en una guerra total perpetua en múltiples frentes.
En el juego su civilización llamada el Imperio Celta (que es Comunista) se quedó atrapada en una guerra eterna de 1700 años contra a otros dos imperios (que son Teocráticos) los cuales eran los Americanos y los Vikingos (quienes a cada rato en el juego como narra el jugador bombardeaban con armas nucleares sus carreteras en su turno incluso cuando la ONU llamaba a un tratado de paz), las ciudades grandes ya no existen, el 90% de la población que estaba en su punto más alto 2000 años antes murió debido a las hambrunas ocurridas debido al calentamiento global, todos los bosques y pantanos están cubiertos de radiación nuclear y los polos se han derretido más de 20 veces debido a las muchas guerras nucleares dejando cero tierras cultivables, ocurren levantamientos de barbaros e intentos de revolución en su contra dentro de su imperio debido a que se convirtió en una Dictadura porque en Democracia el Senado le impedía poder declararle la guerra a los Vikingos quienes aprovechaban para bombardear en cada alto al fuego en el año 3991 D.C, cuando le pidió ayuda en Reddit a viejos jugadores de Civilization II para que le dijeran como acabar con el conflicto las mejores mentes de internet no le pudieron encontrar del todo una solución pero muchos le sugirieron cambiar la ideología por el Fundamentalismo. 
En 2019 logró ganar la guerra eterna y dominar el mundo en el año 4200 dentro del juego.